# 资源杜鹃
资源杜鹃（学名：Rhododendron ziyuanense）为杜鹃花科杜鹃花属下的一个种。

## 扩展阅读
- 維基物種上的相關：资源杜鹃